# Zadelpijn (fiets)
Zadelpijn is de pijn aan de billen, de heupen of het perineum die men bij het fietsen kan ervaren.
Deze pijn kan verschillende oorzaken hebben:
- Ongetraind een relatief lange fietstocht maken.
- Een zadel dat niet geschikt is voor de anatomie van de gebruiker.
  - Vrouwen hebben meestal een breder bekken dan mannen wat vraagt om een breder zadel. Een verkeerd zadel in combinatie met zeer frequent en langdurig fietsen kan voor vrouwen de oorzaak zijn van bicyclist's vulva.
  - Voor mannen kan een verkeerd zadel leiden tot problemen in het perineum of het scrotum en zelfs tot impotentie.
- Een zadel kan te hard of te zacht zijn.
- Een zadel kan te hoog of te laag geplaatst zijn.
- Een verkeerde stand (hoek) van het zadel (punt omhoog of omlaag).

De zithouding wordt onder andere bepaald door de relatieve positie van het zadel ten opzichte van het stuur: voorovergebogen of rechtop. Bij een analyse van de fietser op de eigen fiets kan inzicht worden gekregen in het drukpuntpatroon op het zadel en krijgt men inzicht in de mogelijke oorzaken van een zadelpijnprobleem. De oplossing kan een ander zadel zijn. Zadels met gel, naden, stiksels en gaten kunnen problemen geven. Een zadel zonder gel of stiksels, dat op de juiste plaatsen het lichaam ondersteunt en minder druk geeft in onder andere het perineum, kan problemen vermijden. 
Op een ligfiets wordt de onderrug ondersteund, of in sommige gevallen de rug tot onder de schouders. In dit geval vermijdt men zadelpijn.